# Le Petit Homme (film, 2000)
Pour les articles homonymes, voir Le Petit Homme.
Pour plus de détails, voir Fiche technique et Distribution.
Le Petit Homme (Mard-ekoochak) est un film iranien réalisé par Ebrahim Forouzesh, sorti en 2000.

## Synopsis
Dans un petit village, la famille de Mamal peine à vivre et le père part chercher du travail. Mamal veut contribuer en cultivant un potager mais cela lui fait négliger l'école et provoque la colère de sa mère.

## Fiche technique
- Titre : Le Petit Homme
- Titre original : Mard-ekoochak
- Réalisation : Ebrahim Forouzesh
- Scénario : Ebrahim Forouzesh
- Musique : Saeid Ansari
- Photographie : Behzad Ali-Abadiyan
- Montage : Changiz Sayad
- Pays :  Iran et  France
- Genre : drame
- Durée : 85 minutes
- Dates de sortie : 
  -  France : 27 septembre 2000

## Distribution
- Maryam Kazemi : la mère de Mamal
- Zahra Hosseini : la sœur de Mamal
- Maryam Loft : la sœur de Mamal
- Alijan Lofti : Baba Ali
- Habibollah Mozaffari : le professeur
- Ammar Najafi : Javad
- Mohammad Reza Safari

## Accueil
Elisabeth Lequeret pour les Cahiers du cinéma qualifie le film de « fable bien-pensante ». Christophe Carrière pour Première évoque lui « une ode pas pompeuse à la persévérance ».